# Řád aztéckého orla
Řád aztéckého orla je nejvyšší mexické vyznamenání udělované státním příslušníkům jiných zemí než Mexiko za jejich přínos pro tuto zemi či za činy lidskosti.

## Historie a udělování
Vyznamenání bylo vytvořeno v roce 1933 mexickým prezidentem Abelardem L. Rodríguezem. O udělení tohoto řádu může dle pravidel a zákonů pro udělování mexických vyznamenání rozhodnout pouze mexický prezident v součinnosti s výborem vedeným Ministerstvem zahraničí a národní obrany. 

## Popis
Medaile připomíná znak Mexika, neboť zpodobňuje zlatého  orla držícího chřestýše, jenž je spojován s Aztéckou říší.

## Vybraní čeští držitelé řádu
- Vlastimil Kybal – diplomat
- Josef Opatrný – historik
- Josef Polišenský – historik
- Pavel Štěpánek – historik umění

## Ceremonie předávání Řádu aztéckého orla 30.10.2018

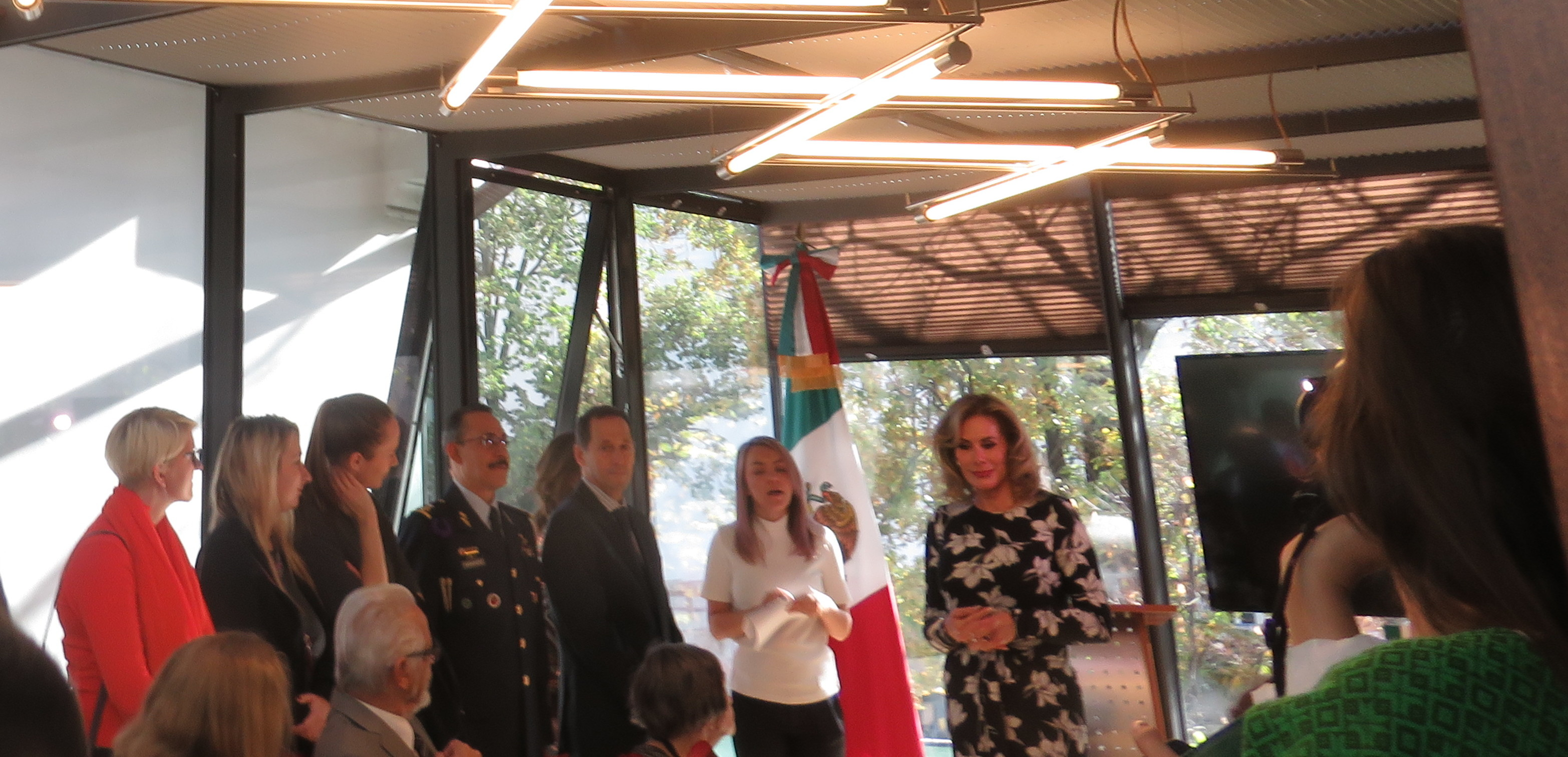
Předávání Řádu Aztéckého orla na Velvyslanectví Mexika, 30.10.2018, Praha
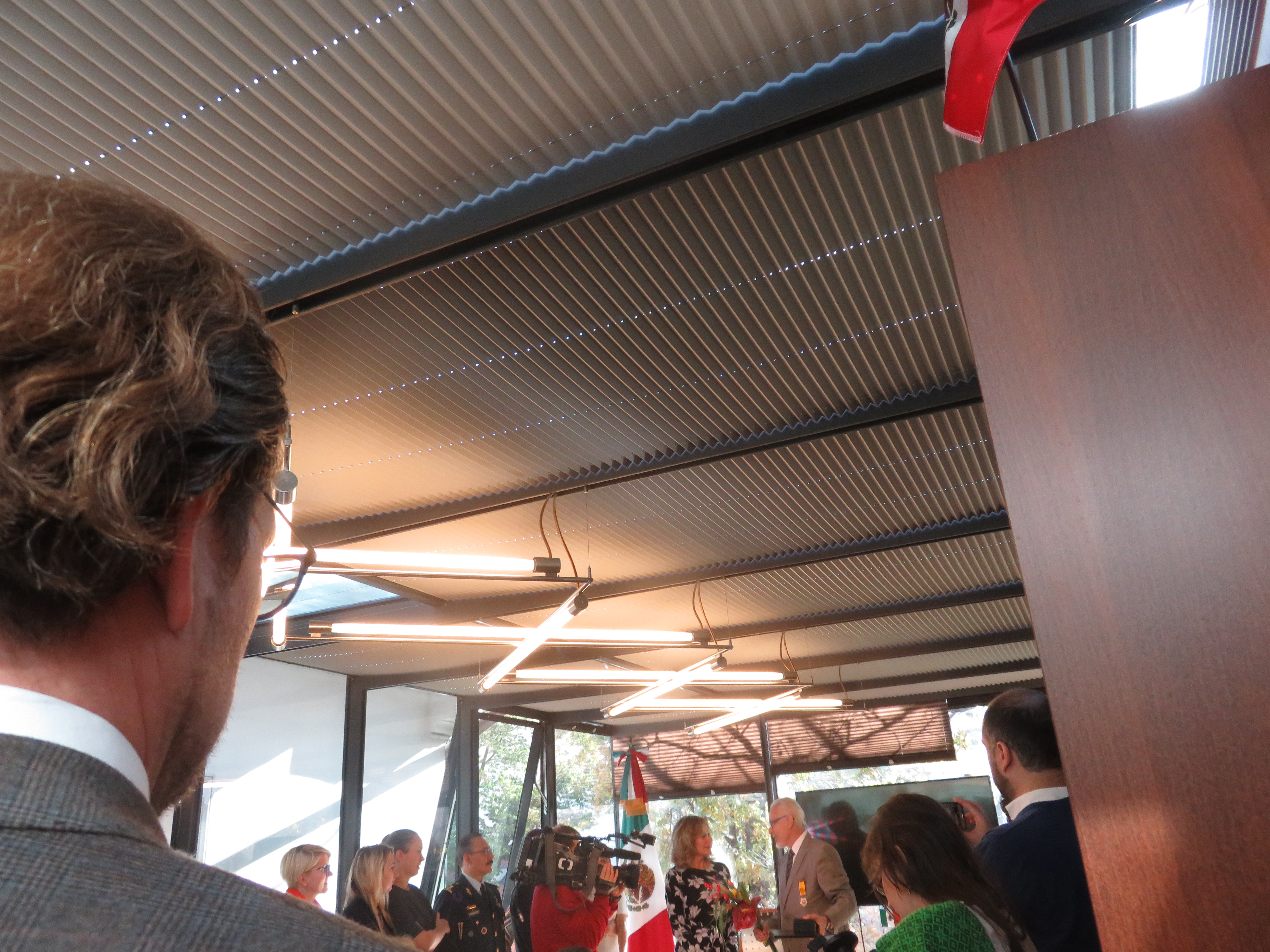
Předávání Řádu Aztéckého orla na Velvyslanectví Mexika panu profesoru Štěpánkovi, 30.10.2018, Praha
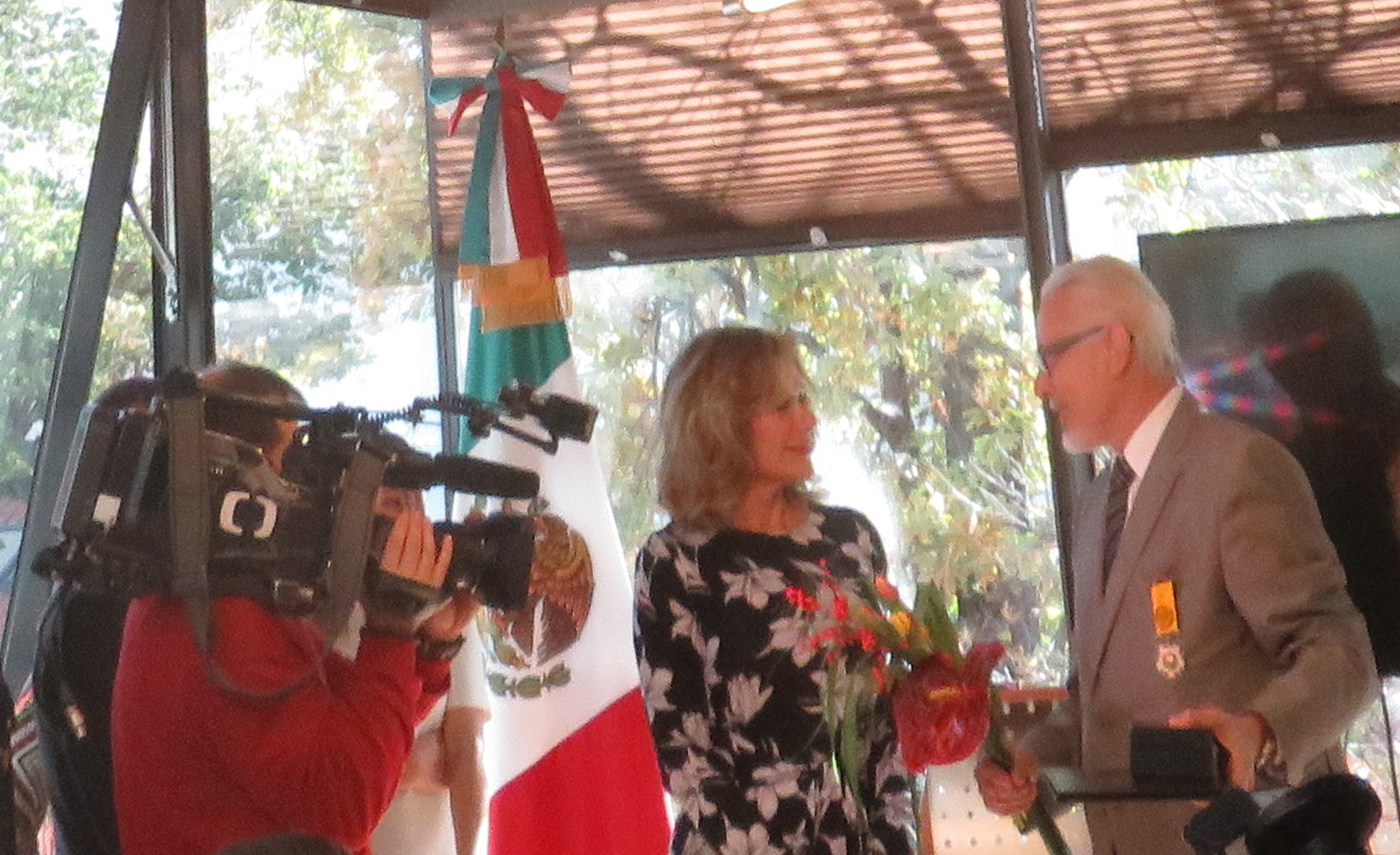
Předávání Řádu Aztéckého orla na Velvyslanectví Mexika panu profesoru Štěpánkovi, 30.10.2018, Praha
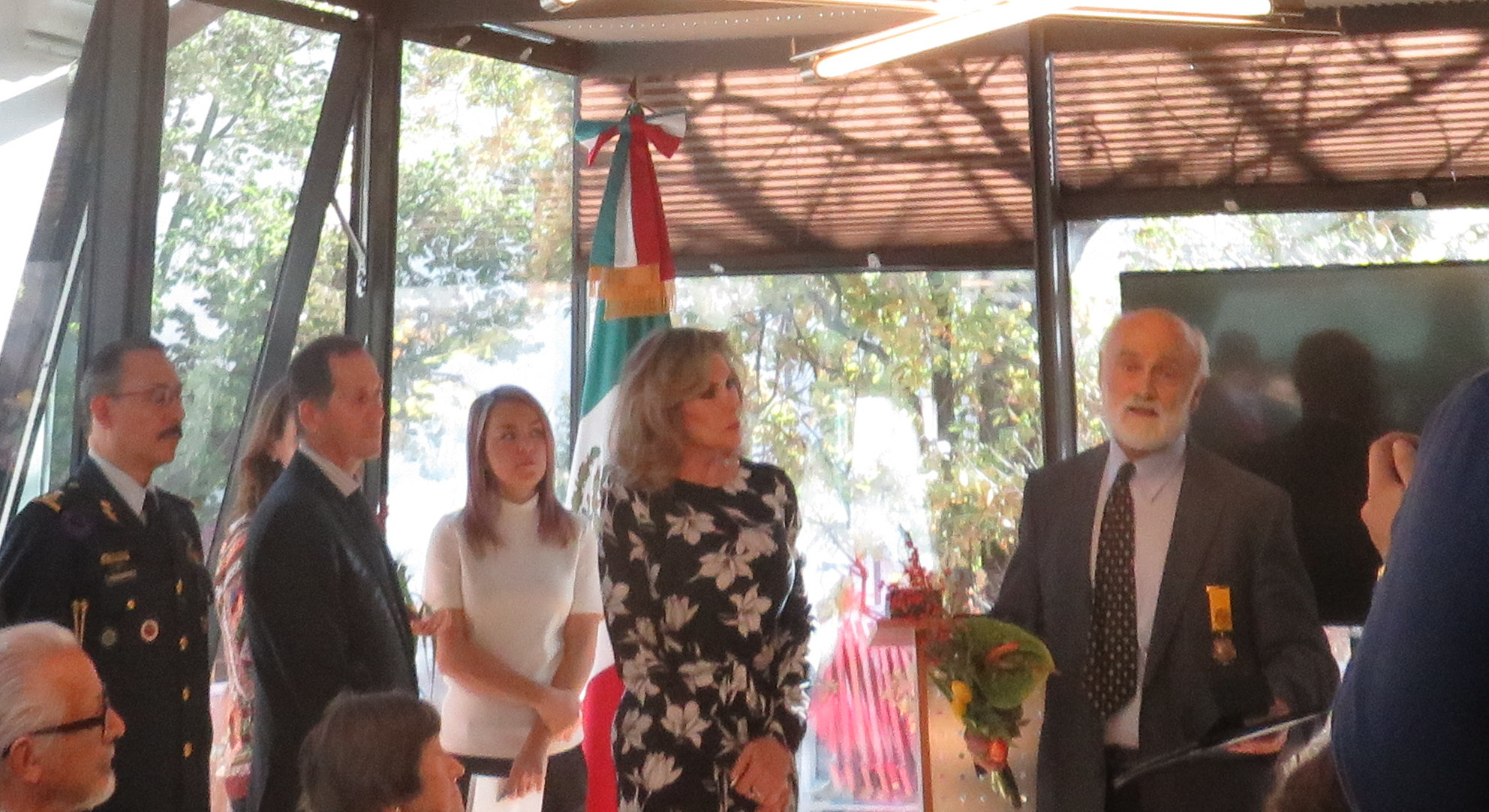
Předávání Řádu Aztéckého orla panu profesoru Opatrnému na Velvyslanectví Mexika, 30.10.2018, Praha